# 拉洛茲山口
拉洛茲山口（法語：Col de la Loze），法國阿爾卑斯山的一個山口，位處海拔2,304米（7,559英尺），是法國第七高山口。2019年铺设禁止机动车通行的自行车专用柏油路，之后环法自行车赛多次途經此處。於此山口可以滑雪到鄰近的拉塔尼亞或勒普拉，或乘搭登山吊椅到庫爾舍韋勒或梅里貝勒。